# جوائز البيئة والإعلام البريطانية
جوائز البيئة والإعلام البريطانية أُنشئت بواسطة ميديا ناتورا، ومُنحت من قبل الصندوق العالمي للطبيعة، والجوائز مفتوحة لأي مقال احترافي أو برنامج أو موقع ويب أو حملة، مكتوبة أو منتجة أو يتم إجراؤها في المملكة المتحدة. كان من بين المضيفين السابقين أنجوس دييتو، ومايكل فيش.
في عام 2007 العام الذي أصبحت فيه الجوائز عام محايدة الكربون، وكان من بين الفائزين:
- صحيفة الغارديان
- فيونا هارفي من الاوقات المالية لكشفها الفساد في سوق تعويض الكربون
- بي بي سي نيوز آت تن لتغطيتها لتغير المناخ
- المنظمة الطلابية الناس والكوكب لأدائها البيئي الجامعي، العصبة الخضراء